# Божин Ласков
Божин Георгиев Ласков е български футболист, централен нападател. Роден е през 15 февруари 1922 г. в София. Физически силен футболист, добър реализатор на голове с глава. Божин Ласков има две висши образования. Завършил е духовната семинария и медицина. Работи като лекар след като спира с футбола.
През 1947 година напуска България заради комунистическия режим в страната и живее в Чехословакия и впоследствие в Словакия до смъртта си. В последните години преди смъртта си Божин Ласков е активен член на Българското общество в Словакия.

## Клубна кариера
Започва кариерата си в отбора на Победа от софийския квартал Орландовци (1939 – 1940). След това преминава в Левски. За мъжкия тим на клуба играе от 1941 до 1947 г., винаги с № 9. Участва в 56 шампионатни мача и вкарва 40 гола, 46 мача за купата на страната с 21 гола, 9 международни мача с 5 гола и повече от 35 други срещи с над 24 гола. Двукратен шампион на България през 1942 и 1946, трикратен носител на купата (1942, 1946, 1947) и четирикратен столичен шампион през 1942, 1943, 1945 и 1946 г. По време на бомбардировките над София е евакуиран и играе за Етър (Велико Търново).
През 1946 г. става част от Жиденице (Бърно). Скоро след това преминава в Слован (Братислава). Ласков е в основата на спечелването на шампионската титла през 1949 г. и става част от могъщото нападение заедно с Пажицки, Тегелхоф, Прейс, Шимански. Същата година популярното френско издание „Франс Футбол“ обявява Ласков и Ференц Деак за най-добри нападатели в Европа. Със Слован печели три поредни титли на Чехословакия. През 1953 г. е натурализиран и става национал на страната. Запомнен е със спортсменското си поведение – по време на мач с Бохемианс вкарва гол с ръка и иска от съдията да отмени попадението. Включен е в залата на славата на Слован.
От 1953 до 1956 г. играе за Руда Хвезда, а след това и в Тренчин. Общо в Чехословашкото първенство е изиграл 169 мача.

## Национален отбор
За „А“ националния отбор на България има 6 мача и 2 гола. На Балканиадата в Тирана през 1946 г. е обявен за най-добър футболист на Балканите.
Има и 3 мача за чехословашкия национален отбор.